# GI WINNING SIRE
GI WINNING SIRE（ジーワンウィニングサイアー）は、コナミのメダルゲームで、競馬ゲームとして2002年に発売された。
2003年にはバージョン2が発売された。
継続的なプレイのために、磁気カードを利用した情報保存システムを採用している。

## 概要
2001年のJRAレーシングプログラムに基づき、実在の芝のレースを循環させてゲームを進めている。それに伴い、左回り右回りを忠実に再現している。馬・騎手は全て実名で登場している。OPENは6頭立て、GIII・GIIは8頭立て、GIは10頭立てである。実況はバージョン1ではラジオたんぱの白川次郎アナウンサー、バージョン2では山本直也が行っている。

## ゲーム内容
中央のトラックフィールドを取り囲むようにして12席（大型3連プロジェクターが無い筐体は16席）のステーションがあり、そこでゲームを行う。ゲームは、馬券ゲーム、馬主ゲームの2つを同時に楽しむことができる。
- 馬券ゲーム
単勝、連勝複式、連勝単式の3タイプの馬券からなり、1.0倍 - 5000倍まで表示できる。ボーナスポイント制度があり、配当がそのままポイントとなり、規定のポイントが貯まると馬主ゲームのスペシャル調教ができる。2回までストックできる。

- 馬主ゲーム
馬主ゲームに参加するには専用の磁気カードを購入する。大抵1枚300円である。新規カードの場合、最初に冠名をカタカナで4文字以内で決める。これは馬固有の名前と合わせて表示される。次に馬を買う必要がある。1レースごとに4頭の馬がオークションに出ており、買うことが出来る。馬は年齢・性別があり、出走できるレースが限られている。1枚のカードで6頭まで所持できる。

調教は芝・ダート・ウッドチップ・坂路の中から馬なり・強め・一杯、そしてスペシャル調教の5つがある。コンディションが悪くなると放牧することもできる。調教しなくてもレースに出走することはできる。
レースの登録料はG1は10枚、それ以外のレースは5枚。隠しレースは店舗の設定によって異なる。1レースに全てのステーションで5頭まで出走できる。隠しレースは条件を満たした馬のみ出走できる。4人の騎手と脚質が選択でき、どれか1人選択する。2着以内に入賞すれば賞金が貰える。その際、騎手を選んだ時に表示されていた割合の分騎手の取り分として減額される。着外の場合でも馬の所有権を失うことはない。
獲得賞金が多い馬を引退させる・全てのGIレースを制覇すると、パスワードが出てくる。このパスワードをコナミのサイトに送るとインターネットランキングに参加できるが、更新は滞っている。